# Albert Forster

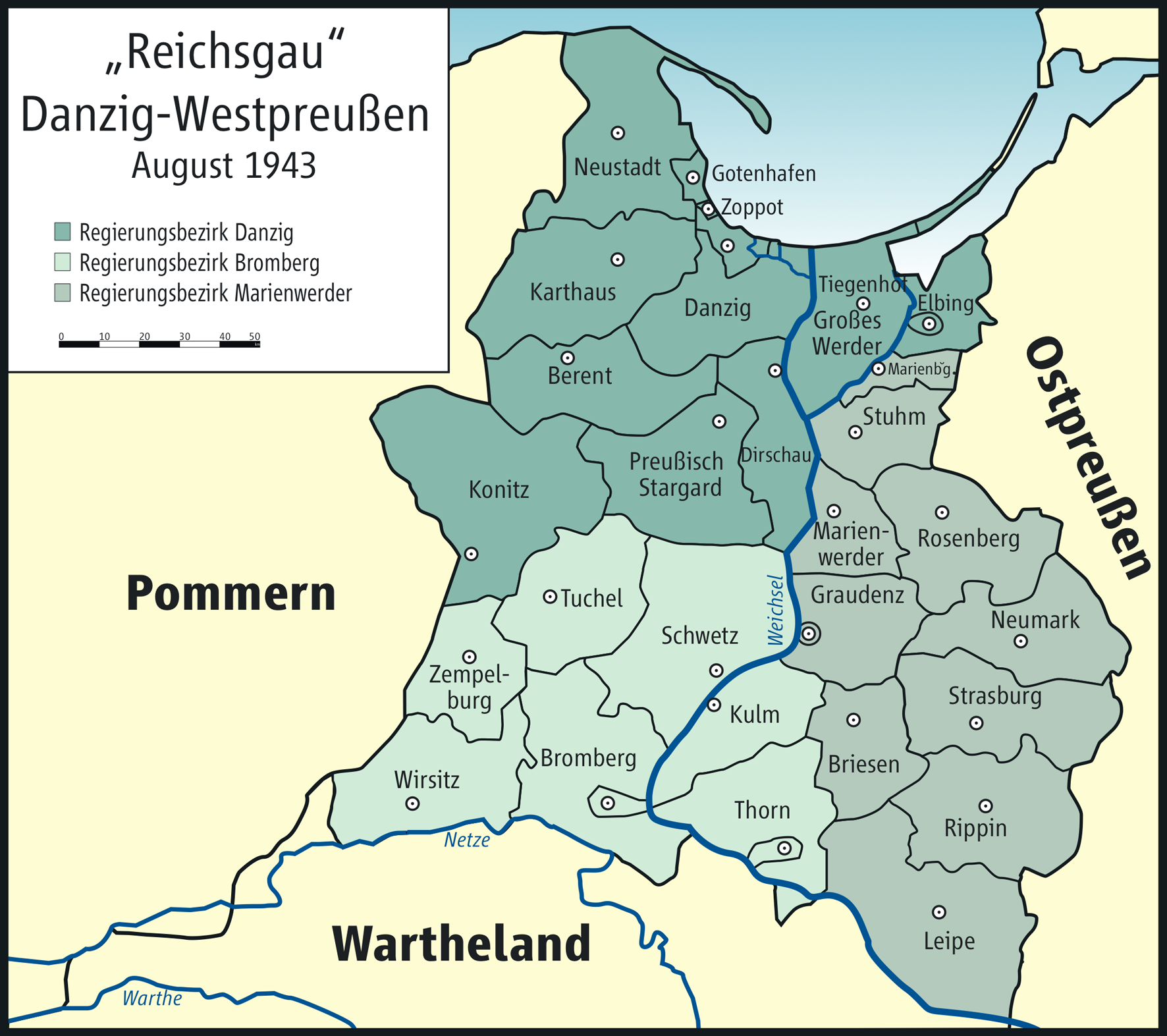
Reichsgau Danzig-Westpreussen i augusti 1943.

Albert Forster, född 26 juli 1902 i Fürth, Kungariket Bayern, död 28 februari 1952 i Warszawa, var en tysk nazistisk politiker. Han var Gauleiter i Danzig (egentligen Reichsgau Danzig-Westpreußen) från 1930 till 1945 och från 1939 tillika Reichsstatthalter. Forster uppnådde tjänstegraden SS-Obergruppenführer 1941.
Under andra världskriget utsattes den icke-tyska befolkningen under Forsters styre för etnisk rensning, massmord och hårdhänt germanisering. Efter kriget ställdes Forster inför en polsk domstol och dömdes till döden.

## Biografi
Albert Forsters far var fängelseinspektör i Fürth. Efter avlagd studentexamen gick Forster en handelsutbildning och arbetade senare som banktjänsteman. Han inträdde 1923 i NSDAP och var för en tid redaktör på Julius Streichers starkt antisemitiska tidning Der Stürmer. Forster kom senare att prisa tidningens betydelse:
| ”                       | Det är med glädje jag konstaterar att Der Stürmer, mer än någon annan dags- eller veckotidning, på ett lättförståeligt sätt har klargjort judendomens fara för människorna. Utan Julius Streicher och hans Der Stürmer, skulle inte lika många medborgare ha kommit till insikt om hur livsviktigt det är att lösa den judiska frågan. Det är därför önskvärt att de som vill lära sig den osminkade sanningen om den judiska frågan kommer att läsa Der Stürmer. | „ |
| – Albert Forster, 1937. | |   |

Forster blev 1925 ledare för partiets lokalavdelning i Fürth och gjorde sig inom kort känd som en skicklig agitator och fanatisk antisemit. År 1926 anslöt sig Forster till Schutzstaffel (SS) med medlemsnummer 158.

### Fria staden Danzig
I oktober 1930 utnämndes Forster till Gauleiter för partidistriktet Danzig, från 1939 Danzig-Västpreussen. Forster var 28 år gammal, den yngste Gauleitern som Hitler utnämnde. I Danzig hade nazisternas framgångar dittills varit blygsamma; NSDAP hade erhållit endast 0,8 procent i valet till Danzigs senat år 1927. Forster anordnade parader, möten och bjöd in Joseph Goebbels som talare och i valet i november 1930 fick NSDAP 16,1 procent av rösterna; detta kan jämföras med de 18,3 procent NSDAP erhöll i den tyska riksdagen samma år.
Under andra hälften av 1930-talet invecklades Forster i en maktkamp med Arthur Greiser, som var ordförande för Fria staden Danzigs senat. Bägge politikerna eftersträvade absolut makt i Danzig. Greiser stod på god fot med Reichsführer-SS Heinrich Himmler, medan Forster hade gjort sig till ovän med Himmler då han vid ett tillfälle hade uttalat sig om Himmlers påstådda icke-ariska utseende.
Greiser, som var född i Posen, försökte knyta an till sina rötter i regionen och kom med tiden att bli populär bland den etniskt tyska befolkningen; Forster sågs som en utböling. Forster strävade för Danzigs inlemmande i Tredje riket och sökte få inflytande över de etniska tyskarna i den polska korridoren, det område som mellan 1919 och 1939 skilde Danzig från riket. Forster appellerade till den irredentiska rörelsen i den polska korridoren och agiterade om att området skulle föras "tillbaka till Riket", Heim ins Reich.

### Andra världskriget
En vecka före andra världskrigets utbrott gjorde sig Forster till Danzigs statsöverhuvud och vädjade om Tysklands stöd. Han hade under de sista månaderna före krigsutbrottet intensifierat strävandena att Danzig skulle inkorporeras med Tyskland. Den 1 september 1939 invaderade Tyskland Polen och två nya Gaue inrättades: Danzig-Västpreussen med Forster som Gauleiter och Warthegau med Greiser som Gauleiter. Gau Danzig-Västpreussen bildades av områdena Fria staden Danzig, Pommerellen och Regierungsbezirk Marienwerder. Forster misstrodde dock de lokala nazistledarna i den förutvarande polska korridoren och tillsatte de viktiga politiska och administrativa posterna med ämbetsmän från Danzig. Den 7 oktober 1939 utnämnde Hitler Himmler till Reichskommissar für die Festigung deutschen Volkstums ("Rikskommissarie för befästandet av den tyska folkstammen") och Himmler kom framdeles att utöva stor makt över germaniseringen i Danzig-Västpreussen och Warthegau. Till sin hjälp hade Himmler i området tre Högre SS- och polischefer (Höhere SS- und Polizeiführer, HSSPF), vilka var direkt underställda honom: HSSPF Nordost för Ostpreussen, HSSPF Weichsel för Danzig-Västpreussen och HSSPF Warthe för Warthegau. I sina germaniseringssträvanden i Danzig-Västpreussen försökte Forster desavouera dessa Högre SS- och polischefer och deras chef Himmler och därmed även SS:s noggranna kriterier för ras och repatriering.

### Förintelsen i Polen

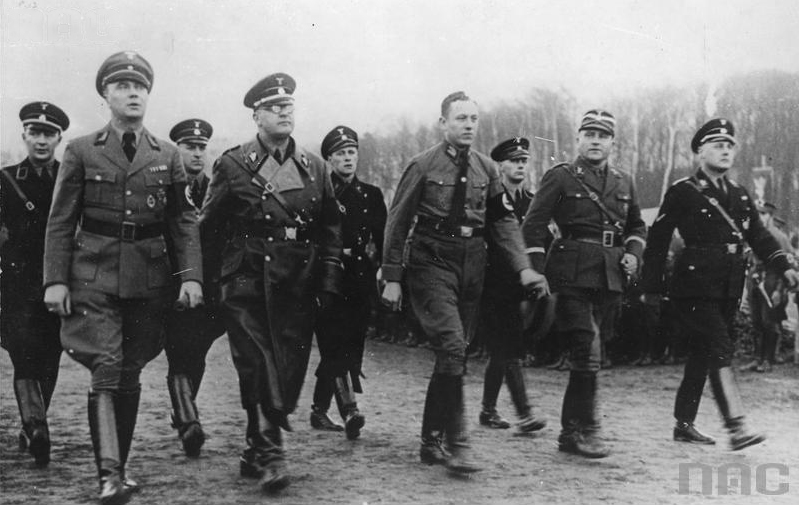
Albert Forster (i mitten i främsta ledet) i Danzig omkring år 1938/1939. De övriga är (från vänster): Arthur Greiser, Erich von dem Bach-Zelewski, Heinrich Hacker och Wilhelm Koppe.

Forster var ansvarig för den etniska rensningen av polacker i Danzig-Västpreussen; de deporterades till Generalguvernementet eller till koncentrationslägret Stutthof. Forster var även 1939–1940 delaktig i massmordet på omkring 12 000 polacker och kasjubisk intelligentia; inom ramen för Aktion AB arkebuserades dessa personer i Piaśnica. I oktober 1939 ställdes flera olika polisiära och paramilitära styrkor till Forsters förfogande. Det paramilitära Selbstschutz, under Ludolf von Alvenslebens befäl, samverkade med Einsatzgruppen i massmord på polacker och judar samt i att utföra terrorhandlingar mot den polska befolkningen. Ett flertal polisenheter från Danzig, bland annat Einsatzkommando 16, anfört av Rudolf Tröger, deltog vid massarkebuseringar. Forster förfogade även över en mindre enhet ur Sicherheitsdienst. Forster föresatte sig, att samtliga polacker skulle fördrivas från Västpreussen.
Forster, som hyste ett uttalat förakt för judar och icke-etniska tyskar, uppmanade till pogromer och våldshandlingar. Mellan september 1939 och februari 1940 mördades omkring 20 000 polacker i Västpreussen och 87 000 deporterades.

### Germanisering
De polacker, som inte mördades eller deporterades, utsattes för påtvingad germanisering. Forster ansåg, att de polacker som sade sig vara av tyskt blod var tyskar. Himmler, som var Rikskommissarie för befästandet av den tyska folkstammen, anlade en annan strategi. De polacker, som motsatte sig germanisering, skulle straffas med deportation eller internering i koncentrationsläger. Greiser klagade till Himmler och hävdade att Forsters assimileringsstrategi gick emot nazistisk rasteori. När Himmler konfronterade Forster i denna fråga, hänvisade Forster till att han svarade inför Hitler och inte inför Himmler. Varje Gauleiter var oavhängig SS i sin roll som lokal representant för NSDAP.

### Rättegång och dödsdom
I andra världskrigets slutskede flydde Forster till den brittiska ockupationszonen i Tyskland, där han greps den 27 maj 1945. Han internerades i ett krigsfångeläger i Bad Fallingbostel och förflyttades senare till Neuengamme. Polska myndigheter begärde Forsters utlämning och i augusti 1946 fördes han till Polen. Rättegången mot Forster ägde rum inför Högsta nationella domstolen från den 5 april till den 29 april 1948. Han dömdes till döden för krigsförbrytelser, brott mot mänskligheten och brott mot det polska folket. Forster lade in flera nådeansökningar, bland annat till domstolen och till den polske presidenten och avrättningen uppsköts. Inte förrän den 28 februari 1952 fördes Forster till Warszawas centralfängelse och hängdes, i hemlighet.

## Befordringshistorik
- SS-Standartenführer: 1 oktober 1932
- SS-Oberführer: 4 oktober 1933 (med verkan från den 15 augusti 1933)
- SS-Gruppenführer: 27 januari 1934
- SS-Obergruppenführer: 31 december 1941

## Utmärkelser
- Hedersärmvinkel (Ehrenwinkel der Alten Kämpfer)
- Danzigkorset av första klassen
- Krigsförtjänstkorset av andra klassen med svärd
- Krigsförtjänstkorset av första klassen med svärd: 5 oktober 1940
- NSDAP:s partitecken i guld
- NSDAP:s tjänsteutmärkelse i brons
- NSDAP:s tjänsteutmärkelse i silver
- SS Hederssvärd
- SS-Ehrenring (Totenkopfring)